# Élections sénatoriales de 2011 dans les Landes
Les élections sénatoriales dans les Landes ont lieu le dimanche 25 septembre 2011. Elles ont pour but d'élire les sénateurs représentant le département au Sénat pour un mandat de six années.

## Contexte départemental
Lors des élections sénatoriales du 23 septembre 2001 dans les Landes, deux sénateurs PS ont été élus, Jean-Louis Carrère et Philippe Labeyrie.
Rappel des résultats de 2001
- Jean-Louis Carrère (PS) : 557 voix - 56,21 % - élu
- Philippe Labeyrie (PS) : 544 voix - 54,89 % - élu
- Florence Defos du Rau Pradier (UDF) : 234 voix - 23,61 %
- Michel Etchar (RPR) : 228 voix - 23,61 %
- Pierrette Fontenas (PCF) : 127 voix - 12,82 %
- Michel Larrat (PCF) : 121 voix - 12,21 %
- Bernard Lauga (Verts) : 21 voix - 2,12 %
- Françoise Raynal (Divers) : 4 voix - 0,4 %
- Jean-Louis Richard (Divers) : 4 voix - 0,4 %
- Raymond Grégoire (FN) : 1 voix - 0,1 %
- Jean-Paul Paroutaud (MNR) : 1 voix - 0,1 %
- Claudine Barat (MNR) : 0 voix

Depuis, tous les effectifs du collège électoral des grands électeurs ont été renouvelés, avec les élections législatives françaises de 2007, les élections régionales françaises de 2010, les élections cantonales de 2008 et 2011 et les élections municipales françaises de 2008.

## Sénateurs sortants
| Sénateur | Sénateur           | Parti | Fonctions lors de l'élection en 2001      |
| -------- | ------------------ | ----- | ----------------------------------------- |
|          | Jean-Louis Carrère | PS    | Sénateur sortant, conseiller régional     |
|          | Philippe Labeyrie  | PS    | Sénateur sortant, maire de Mont-de-Marsan |

## Présentation des candidats et des suppléants
Les nouveaux représentants sont élus pour une législature de 6 ans au suffrage universel indirect par les 1051 grands électeurs du département. Dans les Landes, les sénateurs sont élus au scrutin majoritaire à deux tours. Leur nombre reste inchangé, 2 sénateurs sont à élire. Ils sont 10 candidats dans le département, chacun avec un suppléant.
| T/S | Candidats | Candidats                  | Parti | Principale fonction                                                         |
| --- | --------- | -------------------------- | ----- | --------------------------------------------------------------------------- |
| T   |           | Yves Lahoun                | PCF   | Conseiller général, maire de Pouillon                                       |
| S   |           | Sylvie Péducasse           | PCF   | Adjointe au maire de Saint-Paul-lès-Dax                                     |
| T   |           | Denis Darricau             | PCF   | Adjoint au maire de Sainte-Marie-de-Gosse                                   |
| S   |           | Christiane Lacaze          | PCF   |                                                                             |
| T   |           | Jean-Louis Carrère         | PS    | Sénateur sortant                                                            |
| S   |           | Éric Kerrouche             | PS    | Président de la CC de Maremne-Adour-Côte-Sud, adjoint au maire de Capbreton |
| T   |           | Danielle Michel            | PS    | Conseillère générale, maire de Saint-Paul-lès-Dax                           |
| S   |           | Robert Cabé                | PS    | Conseiller général, maire d'Aire-sur-l'Adour                                |
| T   |           | Bernard Trambouze          | DVG   | Maire de Vielle-Saint-Girons                                                |
| S   |           | Karine Dasquet             | DVG   | Adjointe au maire de Vielle-Saint-Girons                                    |
| T   |           | Bernadette Campagne-Ibarcq | EELV  |                                                                             |
| S   |           | Stéphane Bruey             | EELV  | Conseillère municipale de Tartas                                            |
| T   |           | Bernard Lauga              | EELV  | Adjoint au maire de Dax                                                     |
| S   |           | Amandine Gadot             | EELV  |                                                                             |
| T   |           | Pierre Mallet              | MoDem | Maire de Benquet                                                            |
| S   |           |                            | MoDem |                                                                             |
| T   |           | Marie-Françoise Nadau      | UMP   | Conseillère régionale, adjointe au maire de Parentis-en-Born                |
| S   |           | Jean-Jacques Darmaillacq   | UMP   | Maire d'Amou                                                                |
| T   |           | Gérard Ammeux              | FN    |                                                                             |
| S   |           | Hélène Rochefort           | FN    |                                                                             |

## Résultats
| Candidat et parti politique | Candidat et parti politique | Candidat et parti politique | Premier tour | Premier tour |
| Candidat et parti politique | Candidat et parti politique | Candidat et parti politique | Voix         | %            |
| --------------------------- | --------------------------- | --------------------------- | ------------ | ------------ |
|                             | Jean-Louis Carrère          | PS                          | 635          | 61,89        |
|                             | Danielle Michel             | PS                          | 587          | 57,21        |
|                             | Marie-Françoise Nadau       | UMP                         | 220          | 21,44        |
|                             | Pierre Mallet               | MoDem                       | 189          | 18,42        |
|                             | Yves Lahoun                 | PCF                         | 93           | 9,06         |
|                             | Denis Darricau              | PCF                         | 93           | 9,06         |
|                             | Bernard Lauga               | EELV                        | 26           | 2,53         |
|                             | Bernadette Campagne-Ibarcq  | EELV                        | 22           | 2,14         |
|                             | Bernard Trambouze           | DVG                         | 21           | 2,05         |
|                             | Gérard Ammeux               | FN                          | 10           | 0,97         |
|                             |                             |                             |              |              |
| Inscrits                    | Inscrits                    | Inscrits                    | 1 053        | 100,00       |
| Abstentions                 | Abstentions                 | Abstentions                 | 11           | 1,04         |
| Votants                     | Votants                     | Votants                     | 1 042        | 98,96        |
| Blancs et nuls              | Blancs et nuls              | Blancs et nuls              | 16           | 1,52         |
| Exprimés                    | Exprimés                    | Exprimés                    | 1 026        | 97,44        |